# NGC 1932
NGC 1932 est une étoile située dans la constellation de la Dorade. L'astronome britannique John Herschel a enregistré la position de cette étoile le 2 novembre 1834.